# Triaenodes fantasio
Triaenodes fantasio är en nattsländeart som beskrevs av Schmid 1994. Triaenodes fantasio ingår i släktet Triaenodes och familjen långhornssländor. Inga underarter finns listade i Catalogue of Life.